# Basal, Madžarska
Basal je vas na Madžarskem, ki upravno spada pod podregijo Szigetvári Županije Baranja.